# Hardinge Giffard, 1:e earl av Halsbury
Hardinge Stanley Giffard, 1:e earl av Halsbury, född den 3 september 1823 i London, död den 11 december 1921, var en brittisk jurist och politiker. 
Giffard studerade i Oxford och inträdde 1850 i advokatståndet. Han fick snart mycket stor praktik i kriminalmål och uppträdde bland annat som advokat i den ryktbara Tichbornprocessen. Giffard blev 1875 generaladvokat (solicitor general) i Disraelis ministär och fick samtidigt knightvärdighet, men lyckades först 1877 bli vald till medlem av underhuset, som han sedan tillhörde till 1885, då han blev peer (baron Halsbury) och som lordkansler inträdde i Salisburys kortlivade första ministär (juni 1885–februari 1886). Han innehade samma ämbete i de tre följande konservativa ministärerna (under Salisbury 1886–1892 och 1895–1902 samt under Balfour 1902–1905) samt deltog därefter länge trots sin höga ålder med oförminskad livlighet på den konservativa sidan i överhusets debatter. År 1898 upphöjdes han till earl av Halsbury. Åren 1893–1920 var president i Royal Society of Literature.